# 三泰 (石氏)
三泰（穆麟德轉寫：santai，？—1758年），正白旗汉军人，蘇完瓜爾佳氏，清朝政治人物、將領。

## 生平
藍翎侍卫出身，歷官三等侍衛、二等侍衛、正紅旗漢軍副都統、吏部右侍郎。乾隆二十三年（1758年）正月，三泰入直军机处，四月转任户部左侍郎，七月为库车参赞大臣，征討大小和卓之亂。十一月，黑水營之圍力戰陣亡。追封三等子，谥号果勇，入祀京師昭忠祠，图形紫光阁。葬于北京西郊苏家坨。

## 家庭
- 曾祖华善 (石氏)，正白旗漢軍都統。胞兄绰尔们，佐领、二等侍卫；其子康熙十五年（1676年）丙辰科进士石文桂。

## 延伸阅读
[在维基数据编辑]
 《清史稿/卷312》，出自趙爾巽《清史稿》